# Campitello di Fassa
Campitello di Fassa (Ciampedél in ladino) è un comune italiano di 666 abitanti della provincia autonoma di Trento in Trentino-Alto Adige. Si trova in val di Fassa ed è uno dei diciotto comuni che formano la cosiddetta Ladinia.

## Geografia fisica

### Territorio

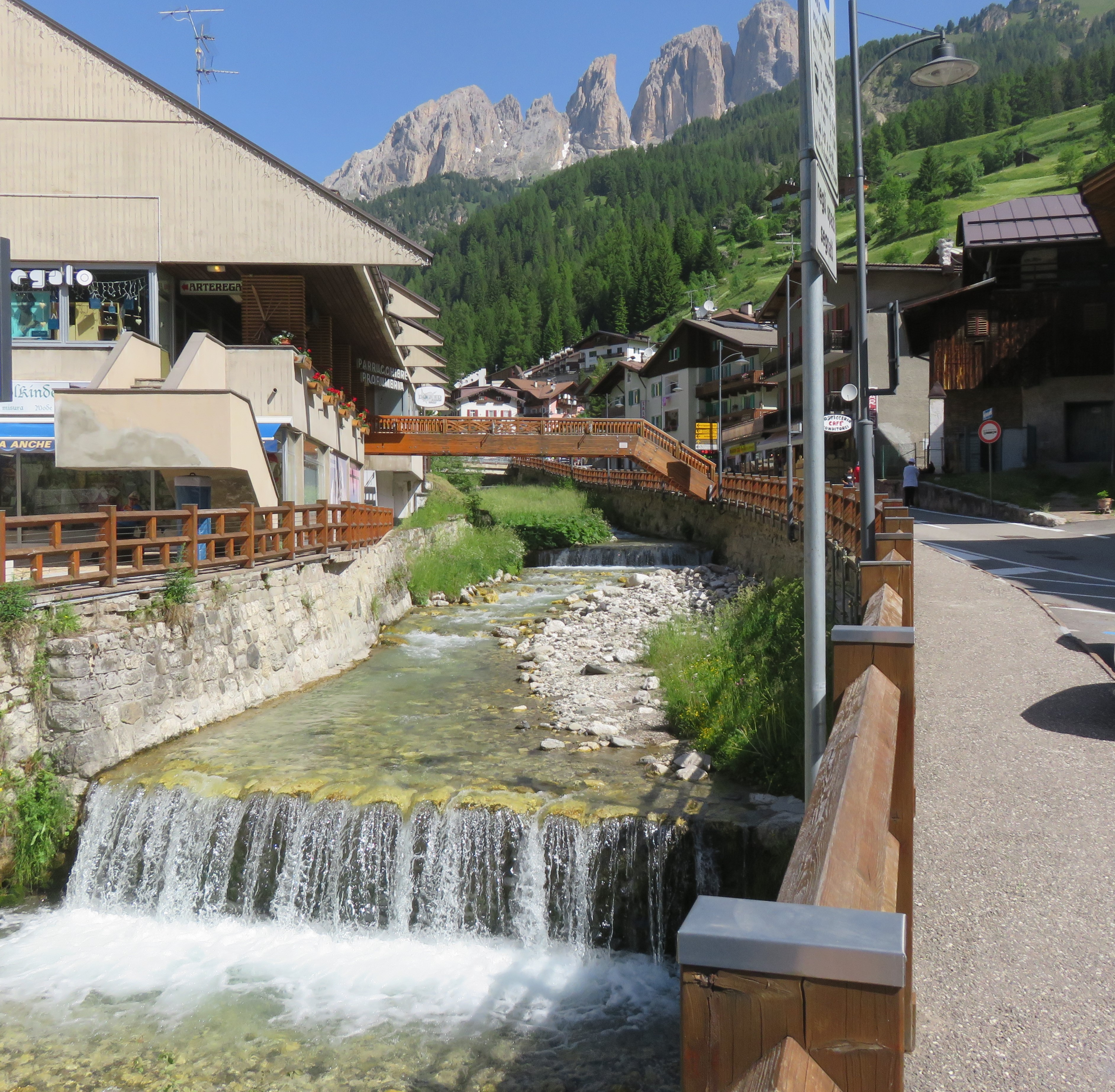
Il torrente Duron attraversa l'abitato di Campitello di Fassa.

L'area ha origini glaciali ed è caratterizzata da un fondovalle dove scorre il torrente Avisio (al quale arrivano i suoi affluenti) e dalla corona, in alto, formata da cime importanti come il gruppo della Marmolada, il gruppo del Sella, il Sassolungo e il gruppo del Catinaccio.
Come in altri centri della valle anche in questo caso l'abitato è sorto su un conoide alluvionale (quello del Ruf de Duron) in posizione elevata rispetto al livello di scorrimento del suo principale corso d'acqua, l'Avisio. Nato sulla destra orografica della valle è attraversato nella sua parte orientale dal ricordato rio Duron, che scende dalla omonima valle. L'altezza è di 1448 m s.l.m..
Nel territorio comunale ricade una parte del centro di Fontanazzo di sopra, condiviso con Mazzin e posto a valle del capoluogo, e Cercenà, piccola borgata situata sulla sinistra orografica dell'Avisio e contingua a Canazei. Le frazioni di Pian e Fossel sorgono invece nella bassa Val Duron.

### Clima
Il clima di Campitello, come quello dell'intera val di Fassa, è temperato freddo.
La temperatura media rilevata durante il mese più caldo (che è solitamente quello di luglio) è di 13,6 °C, mentre nel mese di gennaio, che è il più rigido, la temperatura media scende a circa −4,6 °C.
La piovosità è abbastanza costante, e le precipitazioni non sono mai assenti, né in inverno né in estate. La media sull'arco dell'anno è di 824 mm.

## Origini del nome
Il toponimo Campitello è un diminutivo derivante dal ladino campus (campo).

## Storia

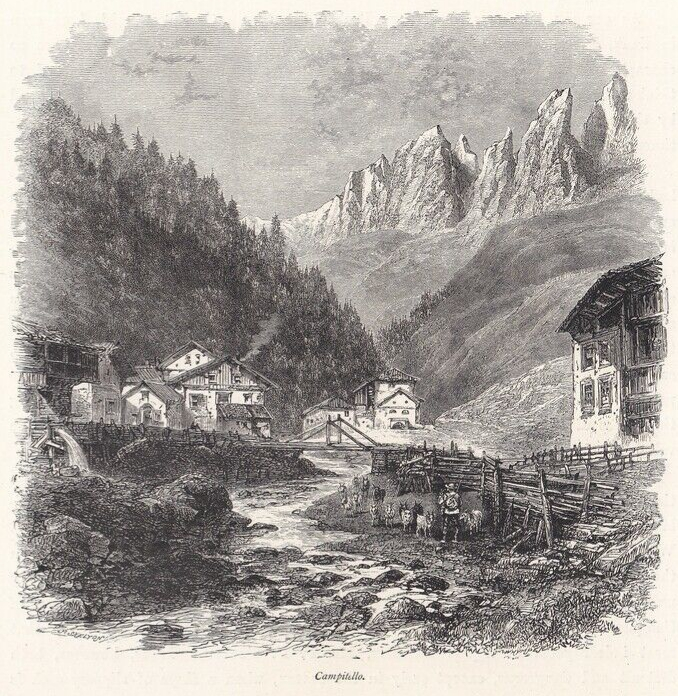
Campitello di Fassa (1885)

In località Pian dei Crepèi, nel 1970, sono venuti alla luce resti di ceramiche risalenti alla tarda età del ferro e studi recenti confermano i primi insediamenti umani nella zona, anche a carattere permanente, in epoca preistorica. Si trattava di uomini dediti inizialmente alla pastorizia e in seguito all'agricoltura.

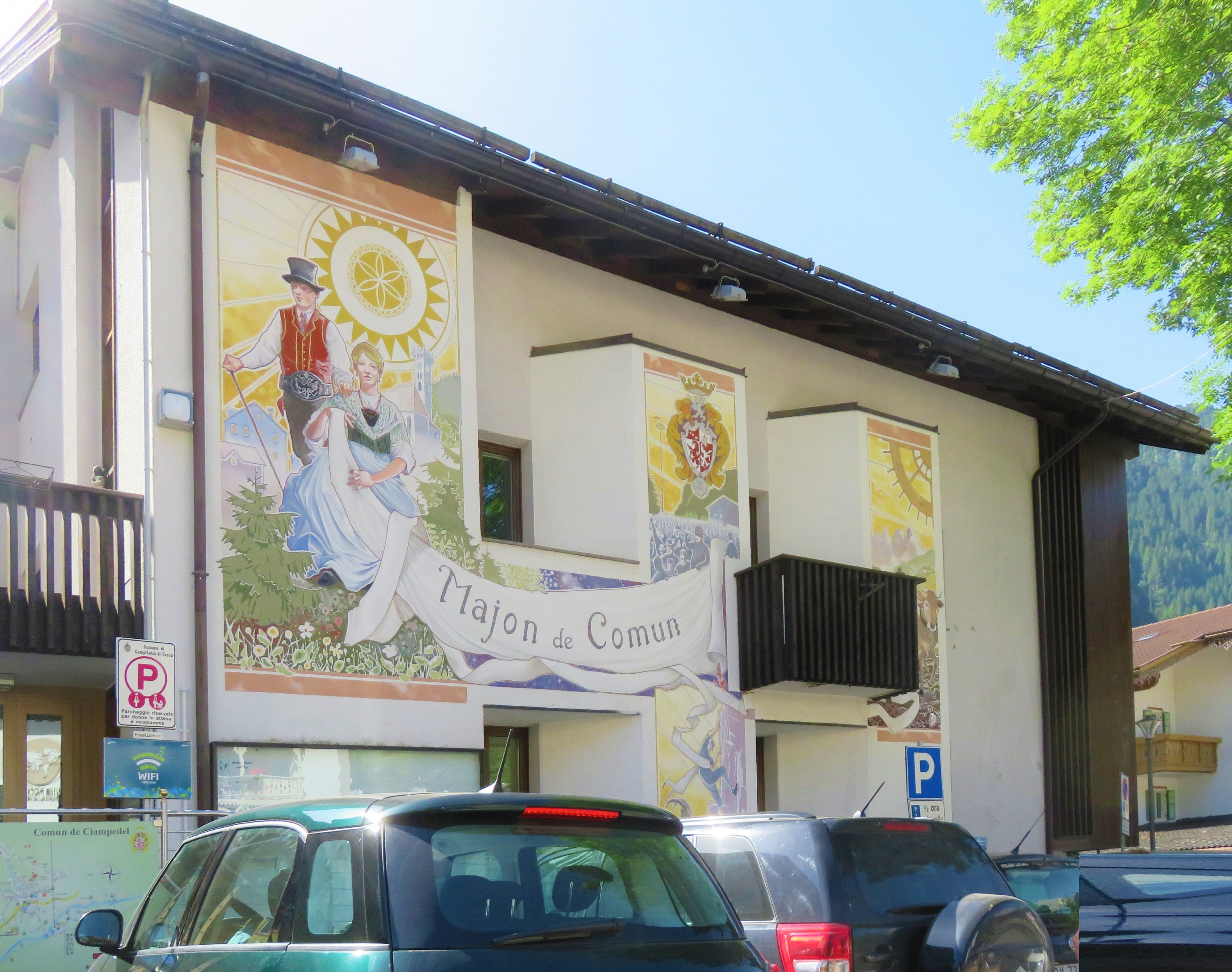
Cèsa de Comun.

In epoca romana tutto il territorio subì l'influenza della nuova colonizzazione e durante l'Alto Medioevo venne controllato dai principi-vescovi di Bressanone, favoriti in questo anche dalla presenza dell'abbazia di Novacella non troppo lontana. La situazione che si è creata a Campitello, così come nell'intera val di Fassa e nella vicina val di Fiemme, è stata quella di una struttura sociale storicamente legata alle sue origini alpine, fatta di consuetudini e tradizioni locali, e di un'influenza residuale del dominio longobardo, con organizzazione civile, religiosa e militare tipica di quelle popolazioni.
Dal XIX secolo l'attività economica prevalente è divenuta quella legata al turismo ed alla ricezione alberghiera.

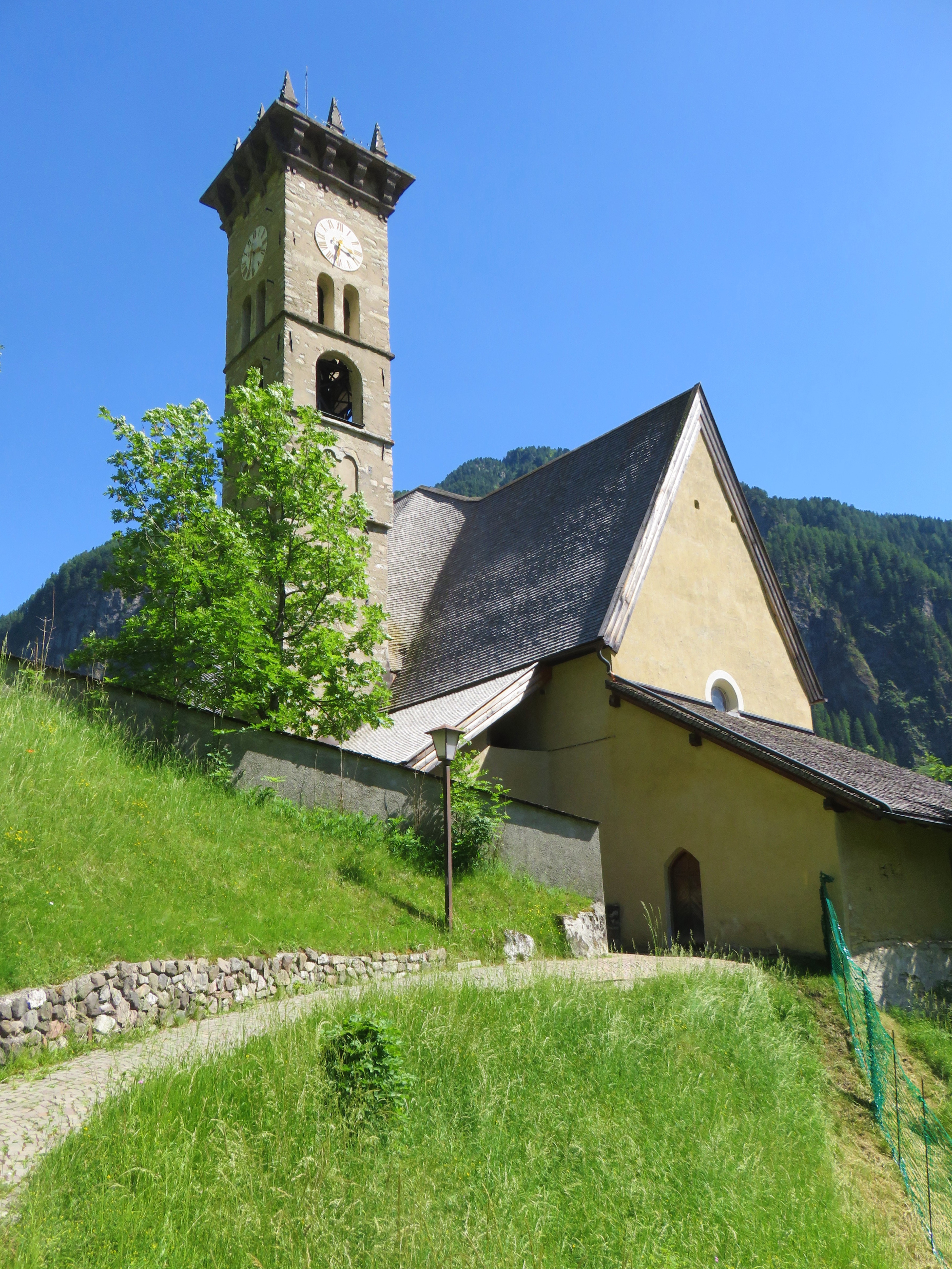
Chiesa dei Santi Filippo e Giacomo.

### Disastro del 2018
Il territorio di Campitello (insieme con diverse altre aree del Nord, ma in particolare dell'Italia nord-orientale) è stato duramente colpito dal disastro, in seguito chiamato tempesta Vaia, che negli ultimi giorni del mese di ottobre del 2018 ha prodotto incalcolabili danni al patrimonio naturale. Sono state colpite quasi tutte le zone boschive. Si stima che siano andato perduto il taglio di circa 12 anni. Per fare un esempio sulla casualità di questi fenomeni il vicino e più esteso comune di Canazei ha perso solo poco più di un anno.

### Simboli
Lo stemma e il gonfalone sono stati approvati con D.G.P. del 15 giugno 1984, n. 4975.
Stemma
Gonfalone

## Monumenti e luoghi d'interesse
- Chiesa dei Santi Filippo e Giacomo, già menzionata in documenti risalenti al 1245. L'architettura risale al 1525.
- Monumento ai Caduti. Costruito inizialmente per ricordare i caduti della prima guerra mondiale, vi sono stati aggiunti nella seconda parte del XX secolo i nomi dei caduti durante la seconda guerra mondiale.
- Cèsa de Comun ("Casa del Comune'") di Campitello di Fassa.

## Società

### Evoluzione demografica
Abitanti censiti

### Ripartizione linguistica
Nel comune di Campitello di Fassa è diffuso l'uso della variante cazèt del dialetto fassano (fascian), appartenente alla lingua ladina dolomitica.
| Censimento | Popolazione | Ladini | Non ladini | % ladini | Fonte  |
| ---------- | ----------- | ------ | ---------- | -------- | ------ |
| 2001       | 732         | 625    | 107        | 85,4%    | [ 14 ] |
| 2011       | 704         | 608    | 96         | 82,2%    | [ 14 ] |
| 2021       | 709         | 392    | 317        | 55,3%    | [ 15 ] |

## Geografia antropica

### Frazioni
Lungo la strada statale 48 sorge la frazione di Cercenà al confine con il paese di Canazei mentre a monte sorgono le due piccole frazioni di Pian e Fossel.

## Economia

### Commercio
Campitello si trova storicamente in posizione privilegiata sia per quanto riguarda i traffici commerciali che uniscono il Trentino al vicino Veneto sia per la presenza della via che attraversa la val Duron, che ha permesso da secoli contatti col mondo altoatesino.

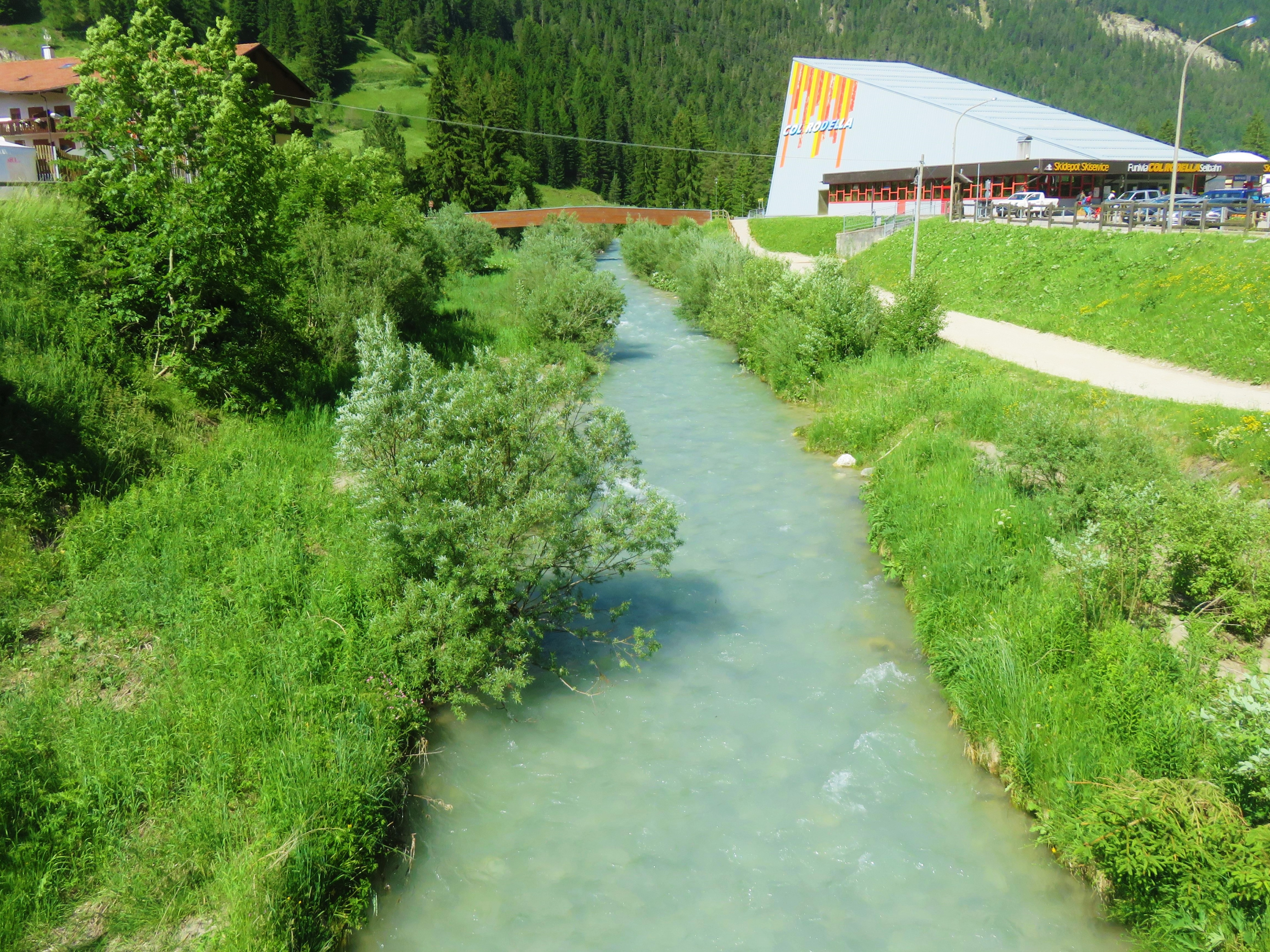
Torrente Avisio e stazione della funivia per il Col Rodella.

### Artigianato
Sono importanti la produzione di sculture e l'attività di intagli. Storicamente sono presenti attività legate alla lavorazione artistica del ferro.

### Turismo
Attorno alla fine del XIX secolo aveva raggiunto una consolidata fama ed era una delle principali stazioni alpine non solo del Trentino ma di tutte le Alpi e questo primato era legato sia ai pionieri dell'esplorazione alpina sia ai ricercatori impegnati nello studio geologico delle cime presenti nel territorio.
Campitello è unito al Col Rodella con una funivia ed è rimasta un'importante stazione sciistica anche se in tempi più recenti è stato superato dal vicino centro di Canazei.

## Amministrazione

### Sindaci
| Periodo | Periodo   | Primo cittadino  | Partito                             | Carica  | Note   |
| ------- | --------- | ---------------- | ----------------------------------- | ------- | ------ |
| 1995    | 2000      | Serafino Lazzer  | Lista civica                        | Sindaco | [ 20 ] |
| 2000    | 2010      | Leonardo Bernard | Lista civica                        | Sindaco | [ 20 ] |
| 2010    | 2015      | Renzo Valentini  | Lista civica                        | Sindaco | [ 20 ] |
| 2015    | 2020      | Ivo Bernard      | Lista civica Ciampedel Ensema       | Sindaco | [ 20 ] |
| 2020    | in carica | Ivo Bernard      | Lista civica Ciampedel per Sia Jent | Sindaco | [ 20 ] |